# Ангели (телесеріал)
Ангели (рос. «Ангелы») — український гостро-сюжетний телесеріал про роботу спецпідрозділу в структурі МВС. Головними задачами є захист найважливіших свідків , звільнення заручників.

## Сюжет
Спеціалізовані бійці, звиклі ризикувати й ставати на шлях небезпеки для успішного завершення операцій, керовані куратором Вікторовичем, виконують секретні завдання щодня - перевезення цінних документів, охорону політиків, ескортування свідків у найважливіших справах та визволення заручників. Поза роботою вони - звичайні люди зі своєю історією, проблемами і мріями, але на службі кожен з них перетворюється на ангела-охоронця, від чиєї пильності і рішучості залежить доля клієнта.

## В ролях
- Гліб Михайличенко — Арт[2]
- Олександр Піскунов — Сергій Карпенко
- Алеся Романова — Юлія Карпенко
- Віталій Ажнов — Бутя
- Олександр Пожарський — Кизима
- Сергій Фролов — Вікторович
- Антон Єрьомін — Єрьома
- Анастасія Капінус — Аділя
- Євген Олійник — Денис

## Цікаві факти
- В зйомках був задіяний український бронеавтомобіль від Української Бронетехніки, СБА «Варта»[3].